# Widoro Payung
Widoro Payung is een bestuurslaag in het regentschap Situbondo van de provincie Oost-Java, Indonesië. Widoro Payung telt 4447 inwoners (volkstelling 2010).